# صقور العز
گردان صقور العز (عربی: كتيبة صقور العز) همچنین صقور العز عمدتاً گروهی از جهادی‌های سعودی بودند که در جریان جنگ داخلی سوریه فعال بودند. گروه در فوریه ۲۰۱۳ تأسیس شد، موسس این گروه شخصی عربستانی به نام ابراهیم البواردی ملقب به «صقر الجهاد» است. به دلیل اختلافات شخصی رهبر گروه با داعش و جبهة النصره، در ابتدا به عنوان یک گروه مستقل جهادی عمل می‌کردند اما در عین حال با هر دو گروه در میادین جنگ همکاری می‌کرند. در سال ۲۰۱۴ عده ای از اعضای کتبیه صقور العز با جبهه النصره لاذقیه و عده ای دیگر با داعش بیعت کردند برخی از کاشناسان معتقدند سبب بیعت کتبیه صقور العز با داعش ضعف بنیه مالی گروه بوده است.کتبیه صقور العز در سال ۲۰۱۷ با هیئت تحریر الشام بیعت نموده است.